# Stellifer fuerthii
 Stellifer fuerthii és una espècie de peix de la família dels esciènids i de l'ordre dels perciformes.

## Morfologia
- Els mascles poden assolir 20 cm de longitud total.[5][6]

## Alimentació
Menja principalment crustacis planctònics i, també, cucs i d'altres invertebrats bentònics.

## Hàbitat
És un peix marí, de clima tropical i demersal.

## Distribució geogràfica
Es troba al Pacífic oriental: des del Salvador fins al Perú.

## Ús comercial
És comú als mercats locals.

## Observacions
És inofensiu per als humans.